# Innisfil
Ne doit pas être confondu avec Innisfail.
Innisfil est une ville située dans la province canadienne de l'Ontario, dans le comté de Simcoe. En plus de la localité d'Innisfil proprement dite, elle englobe aussi d'un point de vue administratif, entre autres, la localité de Cookstown.

## Démographie
| 2001   | 2006   | 2011   | 2016   |
| ------ | ------ | ------ | ------ |
| 28 666 | 31 175 | 32 727 | 36 566 |

## Galerie

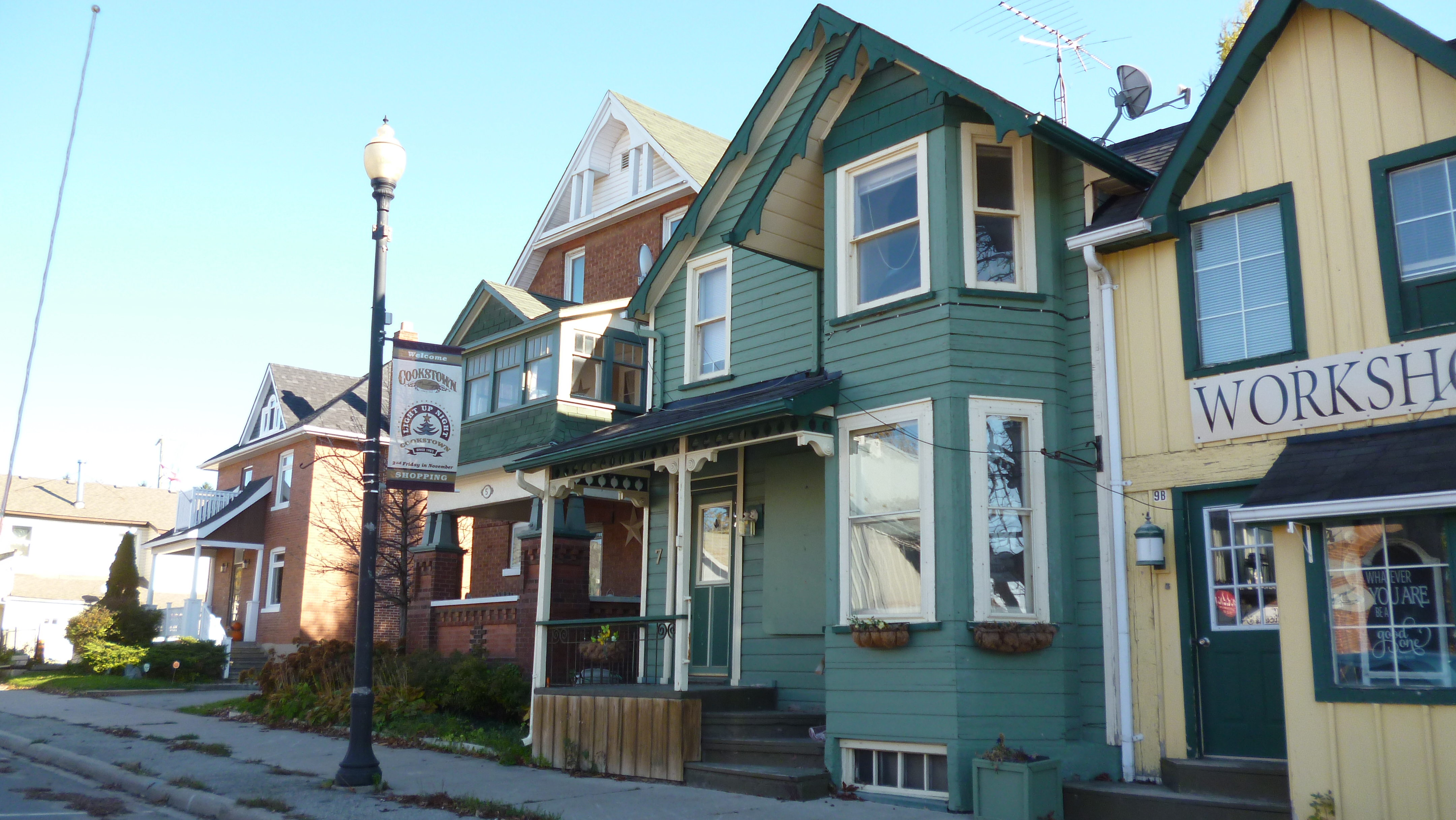
Rue de Cookstown, qui fait partie d'Innisfil.